# Израелска партия на труда
Израелската партия на труда (на иврит: מפלגת העבודה הישראלית) е лявоцентристка социалдемократическа политическа партия в Израел.
Създадена е през 1968 година със сливането на партията Мапаи и няколко по-малки организации, подкрепящи социалистическия ционизъм, водещото политическо течение през първите десетилетия от историята на Израел. Като основна партия на израелската левица, Партията на труда излъчва министър-председателите на страната през 1968 – 1977, 1984 – 1986, 1992 – 1996 и 1999 – 2001 година.
На парламентарните избори през 2013 година Израелската партия на труда остава на трето място с 11% от гласовете и 15 от 120 места в Кнесета. През 2015 година партията е в коалицията Ционистки съюз, заедно с Хатнуа, и получава 19 депутатски места.

## Списък на лидерите на партията
- Леви Ешкол 1968 – 1969
- Голда Меир 1969 – 1974
- Ицхак Рабин 1974 – 1977
- Шимон Перес 1977 – 1992
- Ицхак Рабин 1992 – 1995
- Шимон Перес 1995 – 1997
- Ехуд Барак 1997 – 2001
- Бинямин Бен-Елиезер 2001 – 2002
- Амрам Мицна 2002 – 2003
- Шимон Перес 2003 – 2005
- Амир Перец 2005 – 2007
- Ехуд Барак 2007 – 2011
- Шели Яхимович 2011 – 2013
- Ицхак Херцог 2013 – 2017
- Авраам Габай 2017 -

1. ↑  progressive-alliance.info //   Посетен на 15 март 2019 г.